# Старино (Минская область)
Старино (бел. Старына) — деревня в Червенском районе Минской области. Входит в состав Смиловичского сельсовета.

## Географическое положение
Находится примерно в 26 километрах к западу от райцентра, в 37 км от Минска, в 18 км от железнодорожной станции Руденск линии Минск-Осиповичи.

## История
Населённый пункт известен с XVIII века. На 1800 год деревня, принадлежавшая судье С. Монюшко и входившая в состав Игуменского уезда Минской губернии, здесь было 16 дворов и 157 жителей. В середине XIX века относилась к имению Смиловичи. На 1848 год насчитывалось 30 дворов, проживали около 300 человек. Согласно переписи населения Российской империи 1897 года входила в Смиловичскую волость, здесь было 74 двора, проживали 480 человек. На 1910 год в Старино работала церковно-приходская школа, где было 30 учеников (29 мальчиков и 1 девочка). На 1917 год в деревне 101 двор и 615 жителей. 20 августа 1924 года деревня вошла в состав вновь образованного Корзуновского сельсовета Смиловичского района Минского округа (с 20 февраля 1938 — Минской области). 18 января 1931 года передана в Пуховичский район, 12 февраля 1935 года — в Руденский район. Согласно Переписи населения СССР 1926 года здесь было 117 дворов, проживали 612 человек. Во время Великой Отечественной войны деревня была оккупирована немцами в начале июля 1941 года. 28 сельчан не вернулись с фронта. Освобождена в начале июля 1944 года. В 1954 году в связи с упразднением Корзуновского сельсовета вошла в Смиловичский сельсовет. 20 января 1960 года деревня была передана в Червенский район, тогда там насчитывалось 610 жителей. В 1980-е годы деревня относилась к колхозу имени М. И. Калинина, тогда там были школа, фельдшерско-акушерский пункт и магазин. По итогам переписи населения Белоруссии 1997 года в деревне насчитывалось 107 домов и 246 жителей. В то время там функционировали животноводческая ферма и магазин. На 2013 год круглогодично 55 жилых домов, 150 постоянных жителей.

## Население
- 1800 — 16 дворов, 157 жителей
- 1848 — 30 дворов, ≈300 жителей
- 1897 — 74 двора, 480 жителей
- 1917 — 101 двор, 615 жителей
- 1926 — 117 дворов, 612 жителей
- 1960 — 610 жителей
- 1997 — 107 дворов, 246 жителей
- 2013 — 55 дворов, 150 жителей

## Известные уроженцы
- Шатерник, Николай Васильевич — белорусский лингвист, краевед и педагог, составитель «Краевого словаря Червенщины»